# Fujiwara no Ryoshi
Fujiwara no Ryoshi (藤原 旅子, hay Fujiwara no Tabiko; 759 -788) là một phụ nữ quý tộc Nhật Bản sống vào thời kỳ Nara. Bà là phối ngẫu của Thiên hoàng Kanmu và là mẹ của  Thiên hoàng Junna.

## Tiểu sử
Fujiwara no Ryoshi sinh năm 759 [1] tại tư dinh của Fujiwara no Momokawa [1] và Fujiwara no Moroe (藤原諸姉), [1] bà là con gái của Fujiwara no Yoshitsugu. [1] Giống như nhiều quý tộc Nhật Bản thời kỳ tiền hiện đại, việc đọc đúng tên của bà là không chắc chắn,    và trong các tài liện lịch sử, tên của bà có thể là Ryoshi [1] hay Tabiko [1].
Vào năm Diên Lịch thứ 4 (785),bà được phong Tam vị. [1] Năm sau, bà sinh hạ cho Thiên hoàng Kanmu một người con trai là Thân vương Otomo (大伴親王Otomo-Shinno, sau này trở thành Thiên hoàng Junna) [1] và chính thức trở thành Phu nhân (夫人Bunin) của Thiên hoàng Kanmu. [1]
Bà mất năm 788, [1] hưởng dương 30 tuổi(theo tính toán của Nhật Bản lúc bấy giờ), [1] và được truy tặng cấp bậc cao nhất [1] với danh hiệu hoàng hậu (kisaki). [1] Sau đó, vào năm Hoằng Nhân thứ 14 (823) với sự kiện con trai bà kế ngôi Thiên hoàng, bà đã được phong làm Hoàng Thái hậu (皇太后kōtaigō). [1]

### Công trình nghiên cứu được trích dẫn
- Fukuhara, Eitarō (2007). "Fujiwara no Ryoshi". Nihon Rekishi Daijiten (bằng tiếng Nhật). Shogakukan.{{Chú thích bách khoa toàn thư}}:  Quản lý CS1: ref trùng mặc định (liên kết)